# Marie Riou
Pour les articles homonymes, voir Riou.
Marie Riou, née le 21 août 1981 à Landerneau (Finistère), est une navigatrice française sur le circuit du dériveur et du catamaran de sport. Le 7 décembre 2015, Marie Riou est élue avec Billy Besson, son coéquipier, Marin de l'année (FFV) 2015 au salon nautique de Paris. Le 30 octobre 2018, Marie Riou et sa coéquipière Carolijn Brouwer sont élues meilleures navigatrices du monde, à Sarasota, en Floride. 

## Biographie
Née le 21 août 1981 à Landerneau, Marie Riou se passionne dès l'âge de sept ans pour le dériveur. Elle s'oriente vers la compétition de voile légère. En 1999, elle devient championne d’Europe et du monde sur 420. En 2012, elle termine sixième des Jeux olympiques de Londres. Elle s’oriente vers la compétition sur catamaran de sport en 2013 et est sacrée championne du monde sur Nacra 17 associée à Billy Besson ; en 2014, toujours associée à Besson, elle gagne le championnat du monde ISAF sur Nacra 17. En 2014, elle fait partie de l’équipe de France olympique de voile afin de représenter la France aux Jeux olympiques 2016 à Rio de Janeiro. Elle sera nommée en duo avec Billy Besson pour le titre de Marin de l’année 2013 parmi neuf navigateurs, puis pour le titre 2014 avant de l'emporter en 2015.
En 2018, elle devient l'une des trois premières femmes à remporter la Volvo Ocean Race, à bord de Dongfeng Race Team (en), skippé par Charles Caudrelier. Cette victoire vaut à Marie Riou et à sa coéquipière Carolijn Brouwer d'être sacrées, le 30 octobre 2018, à Sarasota (Floride), meilleures navigatrices du monde 2018.
En septembre 2020, Marie Riou remporte à Gênes la seconde édition du championnat d'Europe offshore de double mixte en compagnie de Benjamin Schwartz. Cette nouvelle épreuve sera en lice lors des Jeux olympiques de Paris 2024.
Marie Riou fait également partie du projet The Famous Project qui prévoit de tenter le trophée Jules Verne à l'hiver 2025 avec un équipage 100% féminin.

## Palmarès

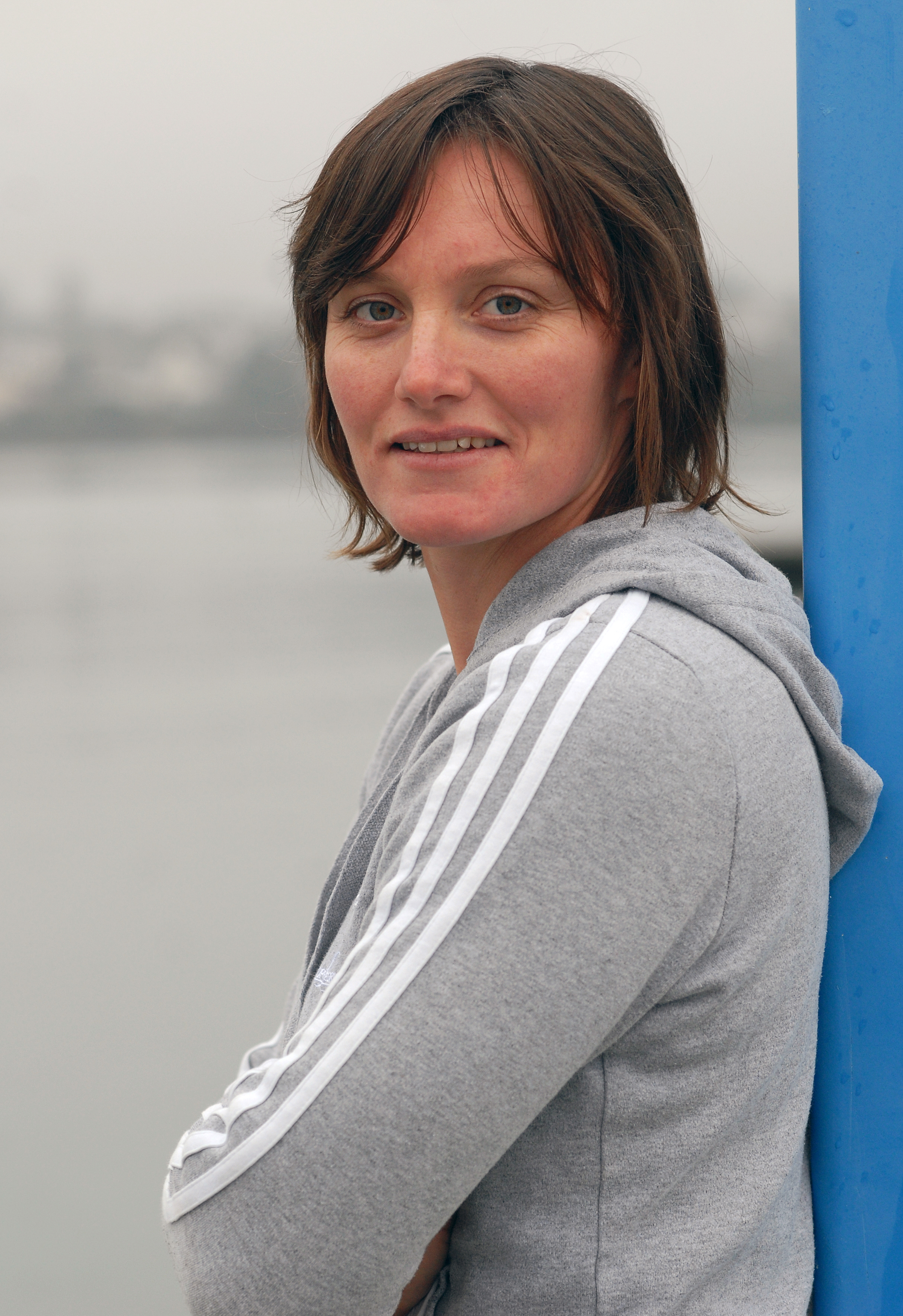
Marie Riou

- 2018 : vainqueur de la Volvo Ocean Race avec Dongfeng. Première femme avec ses coéquipières à gagner cette course exigeante
- 2016 : championne du monde sur Nacra 17 avec Billy Besson
- 2014 : championne du monde ISAF sur Nacra 17 (mixte) avec Billy Besson ; 3e championnat d’Europe sur Nacra 17
- 2013 : championne du monde sur Nacra 17
- 2010 : championne de France de voile de Match Racing sur First Class 8
- 2009 : championne de France de voile de Match Racing sur First Class 8
- 1999 : championne du monde et d’Europe sur 420

## Distinctions
- 2018 :  Marin de l'année international avec Carolijn Brouwer[6]
- 2015 :  Marin de l'année France avec Billy Besson[1]